# الكويكب 219844
الكويكب 219844، التعين المؤقت له  الكويكب 2002CQ148. وهو كويكب من كويكبات طروادة ينتمي إلى كويكبات معسكر الإغريق حيث تم اكتشافه عام 2002.
كباقي كويكبات معسكر الإغريق يقع مدارُه في النقطة L4 من نقاط لاغرانج وفق نظام الشمس - المشتري. يبلغ القدر المطلق لهذا الكويكب 13.5 ونصف المحور الرئيسي لمداره 5.043 وحدة فلكية. وقد تم رصده 10 مرة حتى شباط/فبراير 2013. الإشارة المرجعية له وفق الملحق الدوري لمدارات الكويكبات هي MPO251624‏